# Episodi di The Recruit (seconda stagione)
La seconda stagione della serie televisiva The Recruit è stata distribuita sulla piattaforma streaming Netflix il 30 gennaio 2025.
| nº | Titolo originale     | Titolo italiano                               | Pubblicazione USA | Prima TV Italia |
| -- | -------------------- | --------------------------------------------- | ----------------- | --------------- |
| 1  | Y.N.A.H.Y.A.L.       | Non sei un eroe, sei un avvocato              | 30 gennaio 2025   | 30 gennaio 2025 |
| 2  | Y.A.R.A.C.O.T.D.O.P. | Lei è un preservativo sul ca**o del progresso | 30 gennaio 2025   | 30 gennaio 2025 |
| 3  | H.H.I.I.T.K.A.L.     | È tanto difficile uccidere un avvocato?       | 30 gennaio 2025   | 30 gennaio 2025 |
| 4  | A.T.N.W.H.Y.P.A.B.H. | E Nyland ti farà morire per squartamento      | 30 gennaio 2025   | 30 gennaio 2025 |
| 5  | W.S.T.W.T.P.         | Stiamo ancora lavorando ai dettagli           | 30 gennaio 2025   | 30 gennaio 2025 |
| 6  | I.D.N.W.T.B.D.I.     | Io non voglio essere morto dentro             | 30 gennaio 2025   | 30 gennaio 2025 |

## Non sei un eroe, sei un avvocato
- Titolo originale: Y.N.A.H.Y.A.L.
- Diretto da: Julian Holmes
- Scritto da: Alexi Hawley e George V. Ghanem

### Trama
Ostrava, Repubblica Ceca. L'intervento della squadra di Dawn dà modo a Owen di liberarsi dalla morsa di Nichka che si apprestava a ucciderlo. Nella successiva colluttazione Owen ha la meglio, consentendo ai suoi di arrestarla. Owen e Dawn siglano un patto di mutua deterrenza, poiché entrambi sono a conoscenza di segreti dell'altro che se rivelati danneggerebbero irrimediabilmente la loro posizione dentro l'agenzia. Sulla pista dell'aeroporto di Ramstein Owen incontra Hannah, la cui telefonata ad Amelia è stata decisiva per salvargli la vita. Hannah pretende che Owen lasci l'agenzia, altrimenti non potrà esserci alcuna relazione tra loro. Nonostante Nichka vanti, al pari della madre, contatti dentro la mafia russa, Dawn è sottoposta a un'inchiesta per l'operazione in cui è stato perso un asset e salvato l'avvocato che si crede agente segreto.
Una settimana dopo Owen torna al quartier generale, dove Nyland lo confina al lavoro d'ufficio fino a quando la sua posizione sui fatti avvenuti in Repubblica Ceca non saranno pienamente chiariti. La sua noiosa routine cessa quando riceve una lettera minatoria proveniente dalla Corea del Sud, il cui inserimento nel database provoca un blackout in tutta l'agenzia. Poiché ha vissuto qualche anno in Corea del Sud quando il padre era di stanza lì, Owen implora Nyland di mandarlo a scoprire l'identità del ricattatore, facendo leva sull'esigenza di togliersi dai piedi un appestato come lui. Nyland acconsente, affiancandogli Janus per evitare che succedano altri guai. Nel frattempo, Nichka sfugge alla detenzione a Varsavia e avverte Owen che, se l'agenzia non onorerà l'accordo, non esiterà a rivelare il suo segreto. Sul volo per Seul, Owen racconta a Janus che quando viveva in Corea era molto legato a una bambina di nome Yoo Jin Lee.
Giunti a destinazione, Janus e Owen sono identificati come agenti statunitensi e bloccati alla frontiera. Mentre Janus è interrogato dalla scrupolosa responsabile del NIS Grace Cho, Owen fa la conoscenza del suo sottoposto Jang Kyun Kim che identifica immediatamente come agente, nonostante si spacciasse come un semplice impiegato. Espletati i controlli e arrivati in albergo, Owen trova nella sua camera una lettera indirizzata a lui in cui gli viene dato appuntamento alle 9 della sera stessa in un locale. Andato in centro, Owen incontra Yoo Jin Lee e la ringrazia per una misteriosa questione avvenuta nel loro passato. Owen arriva al locale, scoprendo che sulle sue tracce c'è Jang Kyun Kim, il che dimostrerebbe come lui e Janus abbiano mentito a proposito della loro presenza in Corea del Sud non da operativi. Owen si scontra con un uomo che lo aggredisce, scatenando il panico e costringendo Jang Kyun Kim a intervenire per salvarlo. Saliti in macchina, Jang Kyun Kim spruzza un sonnifero che addormenta Owen.

## Lei è un preservativo sul ca**o del progresso
- Titolo originale: Y.A.R.A.C.O.T.D.O.P.
- Diretto da: Jessica Yu
- Scritto da: Bryan Oh, Alexi Hawley e George V. Ghanem

### Trama
Owen si ritrova nel presidio di Yon San, dove viveva quando il padre fu ucciso. Jang Kyun Kim ha bisogno del suo aiuto per salvare la moglie, rapita dai russi perché agevola i rimpatri dei cittadini coreani in fuga da un'isola appena diventata russa. Owen non può sottrarsi, altrimenti Jang Kyun Kim rivelerà ciò che sa a proposito dei tunnel statunitensi in Corea del Sud. Janus è arrabbiato con Owen per la sua fuga notturna, intimandogli di tornare a Washington mentre lui cerca di gestire la situazione. Sulla navetta che conduce all'aereo Owen è aggredito da un uomo che riesce a seminare, prendendo l'aereo nell'esatto momento in cui chiude l'imbarco. Grace Cho ordina a Jang Kyun Kim di tentare di avvicinare Janus, reputandolo l'anello debole rispetto allo scaltro Owen. Dawn è assegnata alla sede della CIA a Port Louis nelle Mauritius.
Andata al ristorante per incontrare la madre, Hannah trova invece la mediatrice familiare che le riporta la contrarietà della genitrice alla sua relazione con Owen. Per ripicca, Hannah usa i soldi della madre per pagare il pranzo a tutti gli avventori, tra i quali il giovane Jay che ha bisogno di un avvocato per trattare questioni lavorative con il Dipartimento di Stato. Qui incontrano Owen, andato a chiedere aiuto per la moglie di Jang Kyun Kim per la quale non si può fare niente, trovandosi in un Paese ostile come la Russia. L'unica possibilità all'orizzonte è avvalersi dell'aiuto di Nichka, diventata il nuovo asset della CIA in Europa dell'Est al posto della madre defunta. Owen sta anche cercando di rimandare l'interrogatorio con il controspionaggio sul reclutamento e l'uccisione di Max che potrebbe costargli carissimo. In Corea del Sud, Lester prova a convincere Jang Kyun Kim a diventare asset della CIA, facendo leva sulla sua insoddisfazione di lavorare per un capo dispotico come Grace Cho.
Nichka accetta di occuparsi della moglie di Jang Kyun Kim, pretendendo da Owen di essere pagata profumatamente. Owen sale a bordo dell'aereo di Tom Wallace, diplomatico senior del Dipartimento di Stato, per avere la sua intercessione visto che l'FBI non gli sta dando il supporto necessario. L'aereo decolla e Wallace rassicura Tom sul fatto che gli farà conoscere un amico inglese con contatti in Russia, benché si stiano recando dai talebani.

## È tanto difficile uccidere un avvocato?
- Titolo originale: H.H.I.I.T.K.A.L.
- Diretto da: Viet Nguyen
- Scritto da: Hadi Nicholas Deeb

### Trama
Wallace trascina Owen a Doha, dove hanno luogo negoziati per la liberazione di quattro ostaggi americani. Oliver Bonner Jones, l'amico inglese di Wallace, sostiene di non avere più contatti in Russia e che il costo per la liberazione sarebbe assai elevato. Owen si accorge che una guardia armata si è allontanata per mettere i tappi alle orecchie, intuendo che si tratta di un'imboscata e avvertendo Wallace appena prima che scoppi la carneficina. Nichka comunica a Owen di aver saputo dove è tenuta prigioniera la moglie di Jang Kyun Kim, ma insiste nel voler essere pagata. Owen costringe i colleghi al quartier generale a provvedere al pagamento, con il risultato di allertare Dawn perché pensa che Owen si appresti a tradirla. Amelia è interrogata dal controspionaggio sulla relazione con Owen, focalizzandosi in particolare sulla telefonata partita da Ginevra nel cuore della notte.
Owen fa ritorno a Seul, ritrovandosi inevitabilmente nell'ufficio di Grace Cho. La direttrice del NIS vuole sapere le ragioni della sua presenza in Corea del Sud, puntando a dimostrare che è un agente non dichiarato e ad espellerlo dal Paese. Owen raggiunge Yoo Jin Lee al bar in cui lavora, chiacchierando su come stanno andando le loro vite e ricordando i bei momenti della loro infanzia. Nyland allerta Amelia che gli agenti del controspionaggio stanno arrivando da lei, dandole modo di eliminare il materiale che dimostra la presenza di Owen a casa sua. Hannah si sta innamorando di Jay e viene spinta da quest'ultimo ad oltrepassare la linea, nonostante le sue remore per la relazione con un cliente. Al risveglio Jay si ingelosisce nel leggere sul cellulare di Hannah un messaggio di Terrence in cui la chiama tesoro, avvertendola di essere rimasto scottato in passato da donne non completamente sincere.
Nichka conferma che la moglie di Jang Kyun Kim non è davvero nelle mani dei russi, bensì in quelle della mafia giapponese della yakuza. Appresa la notizia, Jang Kyun Kim va fuori di testa, consapevole della grande pericolosità di quest'organizzazione. Dopo aver incontrato Nichka a Varsavia, Lester è inseguito da un uomo mascherato che tenta di accoltellarlo, riuscendo a sparargli nello stomaco e riscontrando che è effettivamente un giapponese. Jang Kyun Kim mette sotto torchio un suo informatore, furioso perché gli aveva assicurato che la moglie era in mano ai russi e non alla yakuza. Prima di essere gettato nel vuoto l'informatore specifica che il clan Yamazaki opera nella parte di Russia dove è stata rapita la donna. Owen reagisce con sdegno quando Jang Kyun Kim gli rivela di aver contribuito a mettere nei guai sua moglie, quando invece sembrava lo facesse unicamente per amore. Jang Kyun Kim lo invita ad affrontare il vero problema, vale a dire una criptovaluta tracciabile creata congiuntamente da NIS e CIA.

## E Nyland ti farà morire per squartamento
- Titolo originale: A.T.N.W.H.Y.P.A.B.H.
- Diretto da: John Hyams
- Scritto da: Sue Chung

### Trama
Jang Kyun convince Owen a non abbandonarlo, rivelandogli che sua moglie Nan Hee è incinta. Owen decide di rientrare a Washington, affinché Jang Kyun abbia campo libero per indagare sulla criptovaluta senza dare nell'occhio. Dopo la tentata aggressione della yakuza, Violet esorta Lester ad abbandonare immediatamente la Polonia perché non sono più al sicuro. Anche Dawn si appresta a lasciare Port Louis, preoccupata che Owen, Lester e Violet stiano tornando negli Stati Uniti per incastrare lei e il suo team. Grace Cho ordina a Jang Kyun di catturare Janus, altrimenti gli toglierà il caso. Owen entra nel suo appartamento mentre è in corso una cena tra Hannah, Terrence e Jay, manifestando fastidio per la presenza del nuovo fidanzato della sua ex. Preda di un attacco di gelosia, Jay fotografa di nascosto alcuni oggetti nella stanza di Owen e condivide le immagini con un contatto chiamato "papà".
Nyland approva l'idea di Owen di mandare Lester in missione in Corea del Sud, affinché non debbano notificare la loro presenza al NIS e, di conseguenza, tradire Jang Kyun. Owen mette Lester in contatto con Bonner-Jones, il quale ha bisogno di tempo per approfondire il caso di Nan Hee, poiché non rientra tra i bersagli abituali della yakuza. Owen e Lester fuggono da Langley appena prima di essere sorpresi dal controspionaggio, venuto a conoscenza del loro rientro alla base. Dawn segue Oliver e Lester, appena ripartiti per la Corea del Sud. Jay si rivela essere una risorsa del NIS, essendo stato assoldato da Grace Cho (il contatto "papà" sul suo telefono) appositamente per spiare Owen e scoprire la verità sul suo conto. A Seul Owen riunisce l'intera squadra, comprensiva di Jang Kyun e Bonner-Jones, per preparare l'incontro con il vice del clan Hamasaki.
Owen incontra Yoo Jin, appena esibitasi con la sua band, rivelandole di essere un avvocato della CIA. Bonner-Jones rimprovera Owen per essere andato da Yoo Jin nel bel mezzo di una missione, pensando a sé stesso mentre altri si stanno dannando per cose ben più importanti. Owen, Bonner-Jones e Jang Kyun si recano da Nakano, vice del clan Yamazaki, spacciandosi per assicuratori disposti a pagare il rilascio di Nan Hee. Nakano fissa il prezzo a dieci milioni e acconsente a mostrare loro che Nan Hee è viva. Owen rovescia la birra sul computer quando la donna stava per gridare il nome di suo marito dall'altra parte dello schermo. L'incontro si conclude quando Nakano afferma di non voler scendere dalla richiesta di dieci milioni. Hannah sorprende Jay a copiare il suo hard disk e, tentando di scappare, sbatte contro la porta chiusa a chiave. Lester ha scoperto che Nan Hee è tenuta prigioniera a Vladivostok in territorio russo.

## Stiamo ancora lavorando ai dettagli
- Titolo originale: W.S.T.W.T.P.
- Diretto da: Julian Holmes
- Scritto da: Maya Goldsmith e Neda Davarpanah

### Trama
Grace Cho lancia l'operazione per arrestare Owen, Lester e Janus, identificati come spie americane illegittimamente operanti sul territorio coreano. Prima di fuggire dal motel in cui si sono nascosti, Owen implora Nichka di recarsi a Vladivostok per una ricognizione su come poter liberare Nan Hee, promettendole un milione di dollari. Mentre Owen e Lester si dileguano a bordo di una macchina di passaggio, Janus cade nelle mani della NIS. Convinto Jay a farle chiamare Owen, Hannah gli urla di essere prigioniera nella suite di un albergo, così da allertare la CIA che provvede all'arresto dell'uomo. Portata in una stanza per gli interrogatori della CIA, Hannah reagisce male alle blande rassicurazioni di Owen e scaglia la sedia contro la telecamera.
Jang Kyun riesce a scappare dalla sede della NIS appena prima di essere arrestato da Grace Cho, venuta a conoscenza attraverso una fotografia del suo diretto coinvolgimento con la squadra di Owen. Quest'ultimo e Lester braccano Dawn e il suo partner Dodge, accusandoli di essere venuti in Corea del Sud a ucciderli. Quando Lester sta per eliminarli, sopraggiunge Jang Kyun che esprime l'assoluta necessità di risolvere prima i loro problemi. La NIS minaccia la CIA di interrompere la condivisione di informazioni se non verrà rilasciato Jang Kyun, oltre a pretendere un dettagliato rapporto sull'operazione in corso. Owen tratta con il direttore della CIA Alton West di poter concludere la missione, terminata la quale vuole lasciare l'agenzia per tornare alla sua vita e un incarico alla stazione di Mosca per Lester.
Dawn e Dodge sono liberati, a condizione che forniscano il proprio aiuto per la liberazione di Nan Hee. Owen ottiene in prestito da Yoo Jin la barca di suo padre, ma la ragazza vuole partecipare all'avventura per vincere il senso di noia che il ritorno di Owen nella sua vita è riuscito ad attenuare. Owen e Yoo Jin fuggono a bordo della moto della ragazza, impedendo alla polizia capitana da Grace Cho di arrestarlo. Il team salpa dal porto di Sokcho alla volta di Vladivostok.

## Io non voglio essere morto dentro
- Titolo originale: I.D.N.W.T.B.D.I.
- Diretto da: Alexi Hawley
- Scritto da: Alexi Hawley

### Trama
La squadra attracca a Vladivostok. Dawn, al comando per volere di Owen, ordina un'operazione rapida e che non lasci tracce. Nichka fa visita alla fortezza in cui Nan Hee è tenuta prigioniera, sentenziando che è praticamente impossibile agire senza essere scoperti. Owen e Jang Kyun sono costretti a indossare nuovamente i panni degli assicuratori per versare un finto riscatto a Nakano in cambio della liberazione di Nan Hee. L'arrivo di una pattuglia della marina russa costringe Lester a interrompere lo scambio. Owen si tuffa in acqua, con uno sgherro di Nakano a sparare diversi colpi di pistola, mentre Jang Kyun rimane gravemente ferito. A Washington, giunta notizia che la missione è fallita, Nyland ordina ad Amelia di redigere un rapporto in cui addossare ogni colpa a Owen, raccomandandole però di farlo sparire nei gangli della burocrazia.
Tornato a galla, Owen mette fuori gioco due soldati russi e contatta Lester, ribadendo che è sua intenzione liberare Jang Kyun e Nan Hee, non volendo diventare "morto dentro" come lui e Dawn. Preso atto della testardaggine di Owen, Lester lo affida a Nichka per evitare che finisca male. Nichka però fa il doppio gioco e consegnerà Owen ai russi in cambio di una lauta ricompensa, ma il ragazzo non si dà per vinto e riesce a stordirla con un fucile. Il direttore West dà l'ordine di uccidere Owen, non potendosi permettere che divulghi le informazioni compromettenti di cui è in possesso. Dawn è ben lieta di adempiere a questo compito, ponendo la condizione di ottenere l'incarico a Mosca precedentemente promesso a Lester e l'amnistia per i reati del suo passato. La crisi tra CIA e NIS si risolve con il rilascio di Janus.
Owen penetra nel compound in cui sono tenuti prigionieri Jang Kyun e Nan Hee. Nichka impedisce a Dawn di sparare a Owen perché vuole essere lei a ucciderlo, innescando uno scontro che porta Dawn alla morte per una coltellata in pieno petto. Owen e i due ostaggi riescono a seminare Nichka, fuggendo a nuoto verso la nave di Yoo Jin, nel frattempo liberatasi dal bagno in cui era stata rinchiusa da Lester e Dawn quando voleva impedire loro di far saltare l'operazione. L'intervento della squadra di protezione della marina statunitense segna il successo della missione di Owen.